# Clypeodytes gestroi
Clypeodytes gestroi är en skalbaggsart som först beskrevs av Régimbart 1888.  Clypeodytes gestroi ingår i släktet Clypeodytes och familjen dykare. Inga underarter finns listade i Catalogue of Life.